# Metaedges
Metaedges – wyglądające jak organiczne, n-wymiarowe obiekty w grafice komputerowej.  Jest to modyfikacja prezentacji obiektów metaball wynalezionych przez Jima Blinna we wczesnych latach osiemdziesiątych.
Obiekty metaedges powstają przez rozciąganie odcinka w przestrzeni 2- lub 3-wymiarowej. W punktach na każdym końcu odcinka znajduje się obiekt metaball. Przestrzeń wokół łączącego je odcinka wypełniona jest podłużnym obiektem o średnicy równej obiektom metaball.
Przypomina to pośrednie stadium interakcji pozytywnej między dwoma obiektami metaball.

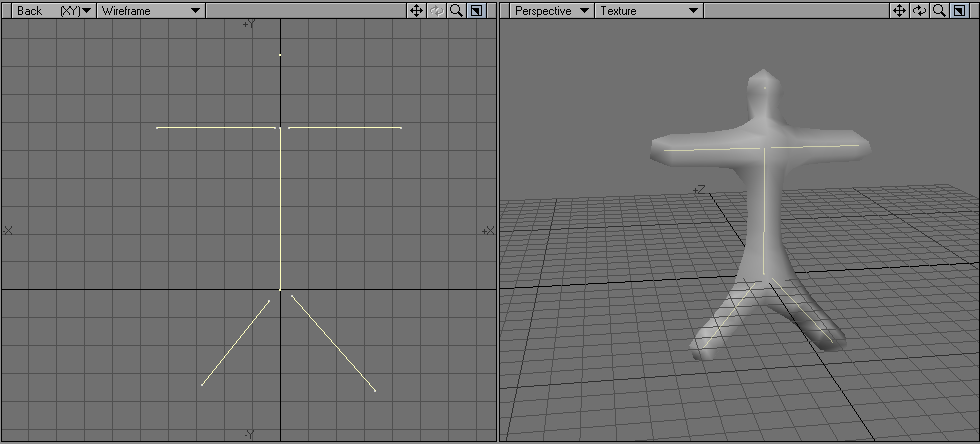
Metaedges - prosty obiekt 3d stworzony za pomocą metaedges w programie Lightwave 3D.

Metaedges i metaballs stały się jednym ze sposobów tworzenia obiektów 3D.